# Ferrithrix
Ferrithrix es un género de bacterias grampositivas de la familia Acidimicrobiaceae. Actualmente contiene una sola especie: Ferrithrix thermotolerans. Fue descrita en el año 2009. Su etimología hace referencia a hilo de hierro. El nombre de la especie hace referencia a tolerancia a altas temperaturas. Es anaerobia facultativa, inmóvil y acidófila. Tiene un tamaño de 0,5 μm de ancho por 3-4 μm de largo. Crece formando filamentos y a veces de forma individual. Tiene capacidad tanto para oxidar como para reducir el hierro. Temperatura de crecimiento óptima de 43 °C, pH óptimo de 1,8. Forma colonias pequeñas, rizoides y con deposiciones de hierro. Tiene un contenido de G+C de 50,2%. Se ha aislado de fuentes geotermales en Yellowstone, Estados Unidos. 